# Lista de prefeitos de Panelas
Esta é a lista de prefeitos e vice-prefeitos do município de Panelas, estado brasileiro de Pernambuco.
| Nº | Nome                                         | Imagem                              | Partido      | Vice-prefeito                                | Início do mandato      | Fim do mandato                                         | Observações                                           |
| 1  | Antônio José Gonçalves Pires Ferreira        |                                     | PR           | Antônio Leite Barbosa                        | 1891                   | 1895                                                   | Intendente                                            |
| 2  | Joaquim Fernandes da Costa                   |                                     | PR           | José Roque                                   | 1895                   | 1896                                                   | Intendente                                            |
| 3  | Jerônimo Cavalcanti da Silva                 |                                     | PR           | Honório Brasiliano Ferreira da Cunha         | 1897                   | 1897                                                   | Intendente                                            |
| 4  | Honório Brasiliano Ferreira da Cunha         |                                     | PR           | João Francisco do Nascimento                 | 1897                   | 1898                                                   | Intendente                                            |
| 5  | João Correia dos Santos                      |                                     | PR           | José Maciel                                  | 1898                   | 1903                                                   | Intendente                                            |
| 6  | José Matheus de Oliveira Guimarães           |                                     | PR           | José Dionysio de Souza                       | 1904                   | 1906                                                   | Intendente                                            |
| 7  | José Dionysio de Souza                       |                                     | PR           | Antônio Pereira de Menezes                   | 1906                   | 1910                                                   | Intendente                                            |
| 8  | Alfredo da Silva Leite                       |                                     | PRC          | Armando Campelo                              | 1911                   | 1913                                                   | Intendente                                            |
| 9  | José Rufino da Silva Mello                   |                                     | PRC          | Humberto Monte                               | 1913                   | 1916                                                   | Intendente                                            |
| 10 | Júlio Soares de Lyra                         |                                     | PRC          | Heitor Ribeiro                               | 1917                   | 1920                                                   | Intendente                                            |
| 11 | José Rufino da Silva Mello                   |                                     | PRC          | José Pereira Quaresma                        | 1921                   | 1923                                                   | Intendente                                            |
| 12 | José Pereira Quaresma                        |                                     | PRC          | Epaminondas Cordeiro de Mendonça             | 1924                   | 1927                                                   | Intendente                                            |
| 13 | Epaminondas Cordeiro de Mendonça             |                                     | PRC          | Cícero Pereira de Carvalho                   | 1928                   | 1930                                                   | Intendente                                            |
| 14 | Manoel Almeida da Silva                      |                                     | PRC          | Heitor Ribeiro                               | 1930                   | 1930                                                   | Prefeito nomeado                                      |
| 15 | Juvêncio de Barros Correia                   |                                     | PRC          | Jaime Quintaz Perez                          | 1930                   | 1930                                                   | Prefeito nomeado                                      |
| 16 | José Rufino da Silva Mello                   |                                     | PP           | Vicente Sales Linhares                       | 1930                   | 1931                                                   | Prefeito nomeado                                      |
| 17 | João Alves Pereira                           |                                     | PP           | Antônio Pereira de Menezes                   | 1931                   | 1932                                                   | Prefeito nomeado                                      |
| 18 | José Rufino de Mello e Silva                 |                                     | PP           | Honório Correia Pinto                        | 1937                   | 1946                                                   | Prefeito nomeado                                      |
| 19 | Cesário dos Santos Falcão                    |                                     | PP           | Francisco Porfírio Sampaio                   | 1946                   | 1946                                                   | Prefeito nomeado                                      |
| 20 | Gumercindo de Oliveira Barros                |                                     | PP           | Aníbal Arruda                                | 1946                   | 1947                                                   | Prefeito nomeado                                      |
| 21 | Gastão Galvão                                |                                     | PP           | Wálter Machado da Ponte                      | 1947                   | 1947                                                   | Prefeito nomeado                                      |
| 22 | Manoel Olímpio Sales                         |                                     | PP           | Gontram Pinho                                | 1947                   | 1947                                                   | Prefeito nomeado                                      |
| 23 | Cesáro dos Santos Falcão                     |                                     | PP           | Francisco Porfírio Sampaio                   | 1947                   | 1947                                                   | Prefeito nomeado                                      |
| 24 | José Rufino de Mello e Silva                 |                                     | PR           | Manoel Guilhermino de Miranda                | 1947                   | 1948                                                   | Prefeito nomeado                                      |
| 25 | Manoel Guilhermino de Miranda                |                                     | PP           | Sebastião Marques de Mello Bastos            | 1948                   | 1948                                                   | Prefeito nomeado                                      |
| 26 | Sebastião Marques de Mello Bastos            |                                     | PR           | Manoel Sizenando Gomes                       | 1948                   | 1951                                                   | Prefeito eleito em sufrágio universal                 |
| 27 | Manoel Sizenando Gomes                       |                                     | UDN          | José Firmo Frota Melo                        | 1951                   | 1955                                                   | Prefeito eleito em sufrágio universal                 |
| 28 | José Rufino de Mello e Silva                 |                                     | PR           | José Rêgo Filho                              | 1955                   | 1959                                                   | Prefeito eleito em sufrágio universal                 |
| 29 | Hamilton Celerino da Fonseca                 |                                     | PTB          | Francisco Isidoro Pessoa                     | 1959                   | 1963                                                   | Prefeito eleito em sufrágio universal                 |
| 30 | Martiniano Rufino de Mello e Silva           |                                     | ARENA        | Etevaldo Nogueira Lima                       | 1963                   | 1969                                                   | Prefeito eleito em sufrágio universal                 |
| 31 | Demócrito de Barros Miranda                  |                                     | ARENA        | Eutídes Eduardo de Alencar                   | 1969                   | 1973                                                   | Prefeito eleito em sufrágio universal                 |
| 32 | Sizino dos Passos Moura                      |                                     | ARENA        | Milton Ribeiro de Sousa                      | 1973                   | 1977                                                   | Prefeito eleito em sufrágio universal                 |
| 33 | José Ávila Vilar                             |                                     | ARENA        | Valdemar Gomes da Silva                      | 1973                   | 1983                                                   | Prefeito eleito em sufrágio universal                 |
| 34 | Sizino dos Passos Moura                      |                                     | PDS          | Augusto Borges                               | 1983                   | 31 de dezembro de 1988                                 | Prefeito eleito em sufrágio universal                 |
| 35 | Demócrito de Barros Miranda                  |                                     | PFL          | Elzir Cabral                                 | 1º de janeiro de 1989  | 31 de dezembro de 1992                                 | Prefeito eleito em sufrágio universal                 |
| 36 | Sizino dos Passos Moura                      |                                     | PFL          | Jonas Carlos da Silva                        | 1º de janeiro de 1993  | 31 de dezembro de 1996                                 | Prefeito eleito em sufrágio universal                 |
| 37 | Sérgio Barreto de Miranda                    |                                     | PDT          | Wilson Leite Linhares                        | 1º de janeiro de 1997  | 31 de dezembro de 2000                                 | Prefeito eleito em sufrágio universal                 |
| 38 | Sérgio Barreto de Miranda                    | PFL                                 | Elzir Cabral | 1º de janeiro de 2001                        | 31 de dezembro de 2004 | Prefeito reeleito em sufrágio universal                |                                                       |
| 39 | Carlos Frederico de Lemos Moreira Lima, Fred |                                     | PFL          | Alejandro Ernesto de Paula Ruiz (PMDB)/(PTB) | 1º de janeiro de 2005  | 31 de dezembro de 2008                                 | Prefeito e vice eleitos em sufrágio universal         |
| 40 | Sérgio Barreto de Miranda                    |                                     | PTB          | Alejandro Ernesto de Paula Ruiz (PMDB)/(PTB) | 1º de janeiro de 2009  | 31 de dezembro de 2012                                 | Prefeito eleito e vice reeleito em sufrágio universal |
| 41 | Sérgio Barreto de Miranda                    | Ruben de Lima Barbosa (PTdoB)/(PSB) | PTB          | 1º de janeiro de 2013                        | 31 de dezembro de 2016 | Prefeito reeleito e vice eleito em sufrágio universal  |                                                       |
| 42 | Joelma Duarte de Campos                      | Ruben de Lima Barbosa (PTdoB)/(PSB) |              | PSB                                          | 1º de janeiro de 2017  | 31 de dezembro de 2020                                 | Prefeita eleita e vice reeleito em sufrágio universal |
| 43 | Ruben de Lima Barbosa                        |                                     | PSB          | Genilson de Lucena Correia da Silva (PSB)    | 1º de janeiro de 2021  | 31 de dezembro de 2024                                 | Prefeito eleito e vice eleito em sufrágio universal   |
| 44 | Ruben de Lima Barbosa                        | Manoel Saraiva (Republicanos)       | PSB          | 1º de janeiro de 2025                        | 31 de dezembro de 2028 | Prefeito re-eleito e vice eleito em sufrágio universal |                                                       |